# Ryszard Ganowicz

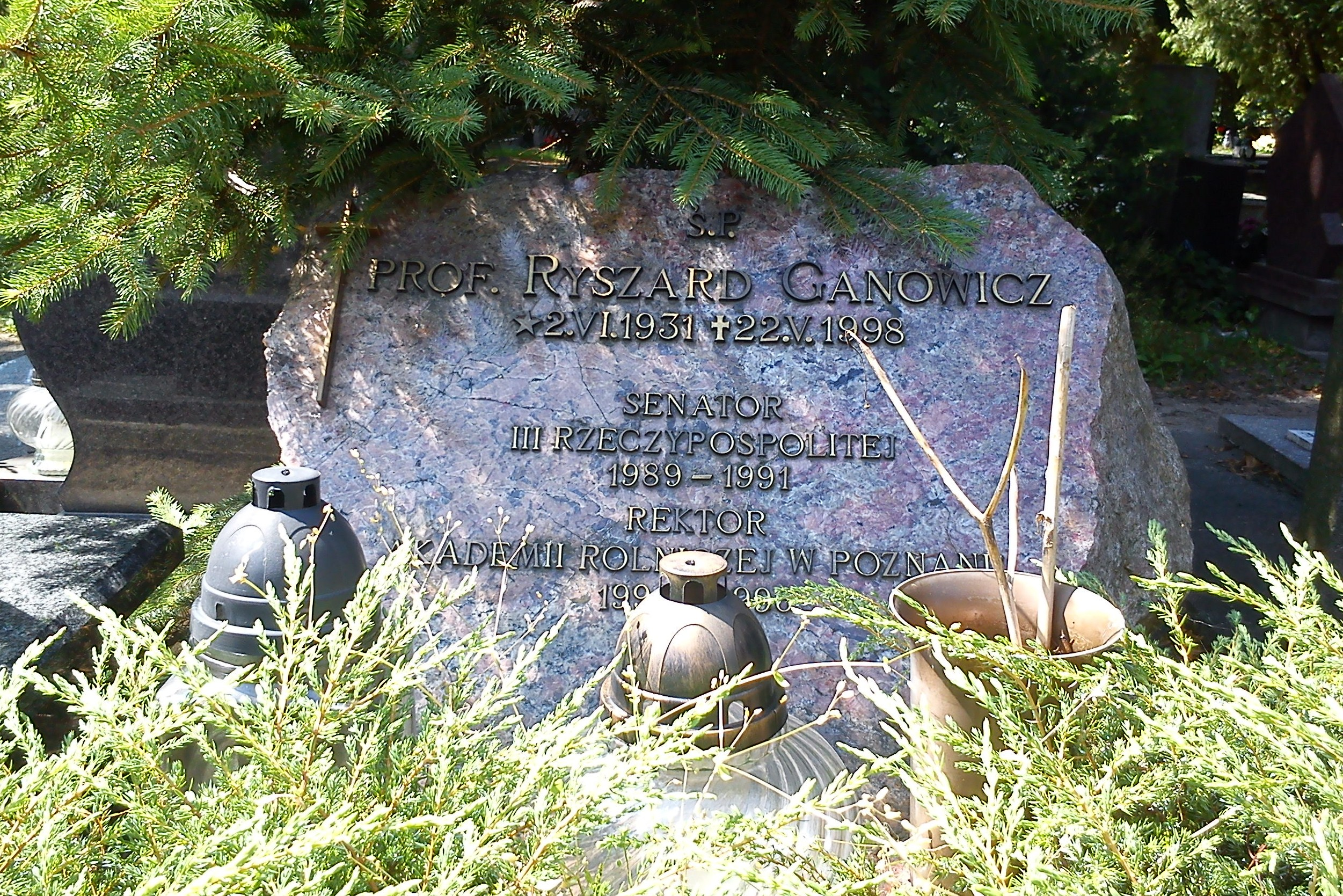
Grób na cmentarzu parafialnym św. Jana Vianneya

Ryszard Ganowicz (ur. 2 czerwca 1931 w Wilnie, zm. 22 maja 1998 w Poznaniu) – polski inżynier, nauczyciel akademicki i polityk, profesor nauk technicznych, w latach 1990–1996 rektor Akademii Rolniczej w Poznaniu, senator I kadencji.

## Życiorys
Syn Zygmunta i Haliny. Ukończył studia inżynierskie na Wydziale Budownictwa Lądowego Wyższej Szkoły Inżynierskiej w Poznaniu oraz studia magisterskie na Politechnice Gdańskiej. Podjął zatrudnienie jako pracownik naukowy tej uczelni, następnie pracował na Akademii Rolniczej w Poznaniu.  Uzyskiwał stopnie naukowe doktora i doktora habilitowanego, a w 1978 otrzymał tytuł profesorski w zakresie nauk technicznych. W latach 1967–1969 wykładał na Uniwersytecie Chartumskim.
W 1980 należał do współzałożycieli „Solidarności” na Akademii Rolniczej, w 1981 stanął na czele komisji zakładowej związku, którą kierował do 1989. W stanie wojennym, 17 grudnia 1981 został internowany (przetrzymywany w ośrodkach internowania w Gębarzewie i w Ostrowie Wielkopolskim). Zwolniono go 7 lipca 1982.
Od 1989 do 1991 był senatorem I kadencji z listy Komitetu Obywatelskiego. Reprezentował województwo poznańskie, był członkiem Komisji Kultury, Środków Przekazu, Nauki i Edukacji Narodowej oraz Komisji Samorządu Terytorialnego; uczestniczył w pracach nad odtworzeniem samorządu terytorialnego w Polsce. Był współzałożycielem Wielkopolskiego Ośrodka Kształcenia i Studiów Samorządowych (WOKiSS). W latach 1990–1996 pełnił funkcję rektora Akademii Rolniczej w Poznaniu.
Działał w poznańskich strukturach Ruchu Obywatelskiego Akcja Demokratyczna, Unii Demokratycznej i Unii Wolności. Należał do Komitetu Technologii Drewna Polskiej Akademii Nauk, stowarzyszeń naukowych i zawodowych, m.in. Polskiego Związku Inżynierów i Techników Budownictwa, Polskiego Towarzystwa Mechaniki Teoretycznej i Stosowanej. Opublikował podręczniki akademickie oraz liczne prace naukowe.
Był ojcem Grzegorza Ganowicza.
Pochowany na cmentarzu parafialnym św. Jana Vianneya. W 2014 jego imieniem nazwano wiadukt w ciągu ulicy Wojska Polskiego nad trasą Niestachowską w Poznaniu.

## Odznaczenia
W 1995 odznaczony Krzyżem Komandorskim Orderu Odrodzenia Polski.